# Umberto Giardina
Umberto Giardina (* 4. September 1979 in Rom) ist ein ehemaliger italienischer Tischtennisspieler.
Er wurde 2008 italienischer Meister und gewann zusammen mit der Mannschaft eine Bronzemedaille bei der Weltmeisterschaft 2000. Giardina ist Rechtshänder und verwendet als Griff die europäische Shakehand-Schlägerhaltung.

## Turnierergebnisse
| Verband | Veranstaltung               | Jahr | Ort          | Land | Einzel     | Doppel     | Mixed     | Team          |
| ------- | --------------------------- | ---- | ------------ | ---- | ---------- | ---------- | --------- | ------------- |
| ITA     | Europameisterschaft         | 2005 | Aarhus       | DEN  | letzte 128 |            | letzte 64 | 21            |
| ITA     | Europameisterschaft         | 2000 | Bremen       | GER  | letzte 128 | Qual.      | letzte 64 | 19            |
| ITA     | Europameisterschaft         | 1994 | Birmingham   | ENG  |            |            |           | 13            |
| ITA     | Pro Tour                    | 2005 | Zagreb       | HRV  | Qual.      | letzte 128 |           |               |
| ITA     | Pro Tour                    | 2005 | Athen        | GRE  | Qual.      | letzte 64  |           |               |
| ITA     | Schüler-Europameisterschaft | 1994 | Paris        | FRA  | Halbfinale | Silber     |           |               |
| ITA     | Schüler-Europameisterschaft | 1993 | Ljubljana    | SLO  | Halbfinale | Gold       |           | 1             |
| ITA     | Weltmeisterschaft           | 2004 | Doha         | QAT  |            |            |           | Viertelfinale |
| ITA     | Weltmeisterschaft           | 2003 | Paris        | FRA  | letzte 128 |            | Qual.     |               |
| ITA     | Weltmeisterschaft           | 2000 | Kuala Lumpur | MAS  |            |            |           | 3             |